# أليكساندر واجنار
ألكسندر سي واجنار أستاذ دكتور في النتائج والسياسات الصحية، في كلية الطب بجامعة فلوريدا (جامعة من جامعات الولايات المتحدة الأمريكية) أيضا هو يعمل في كلية الدراسات العليا

## التعليم
انجز شهادة البكالوريس (في علم الأجتماع) من كلية كالفين أيضا حصل على شهادة الماجستير في الرعاية الأجتماعية  (في تقييم البرنامج والبحث) وكذلك حصل على شهادة الدكتوراة (في السلوك الصحي), من جامعة ميتشيغان.

## المهنة
عمل واجنار  في جامعة ميشيغان كعالم أبحاث من عام 1980 إلى 1989, ومن 1989 إلى 1990 عمل كعالم زائر في معهد مارين للوقاية من الكحول ومشاكل المخدرات, ومن عام 1990 حتى عام 2004 كان عضو في هيئة التدريس في جامعة  مينيسوتا.

## الابحاث
عرف واجنار بابحاثه حول الاًثار المفيدة لقوانين الكحول, خاصة ضرائب الكحول، ولقد درس أيضا اثار رفع السن القانوني لشرب الكحول في الولايات المتحدة إلى 21 عاماً على استهلاك الكحول.

## الجوائز والتكريمات
في عام 1999, حصل واجنار على جائزة (جيلينيك) للبحث عن الكحول, وفي عام 2001 حصل على جائزة المبدع من موسسة روبرت وود جونسون, وفي عام 2004 تم تسميته ب باحثاً استشهادياً للغاية من قبل (معهد المعلومات العلمية).

## الروابط الخارجية
"Alexander Wagenaar". University of Florida. Retrieved 26 May 2015